# 카이로네이아

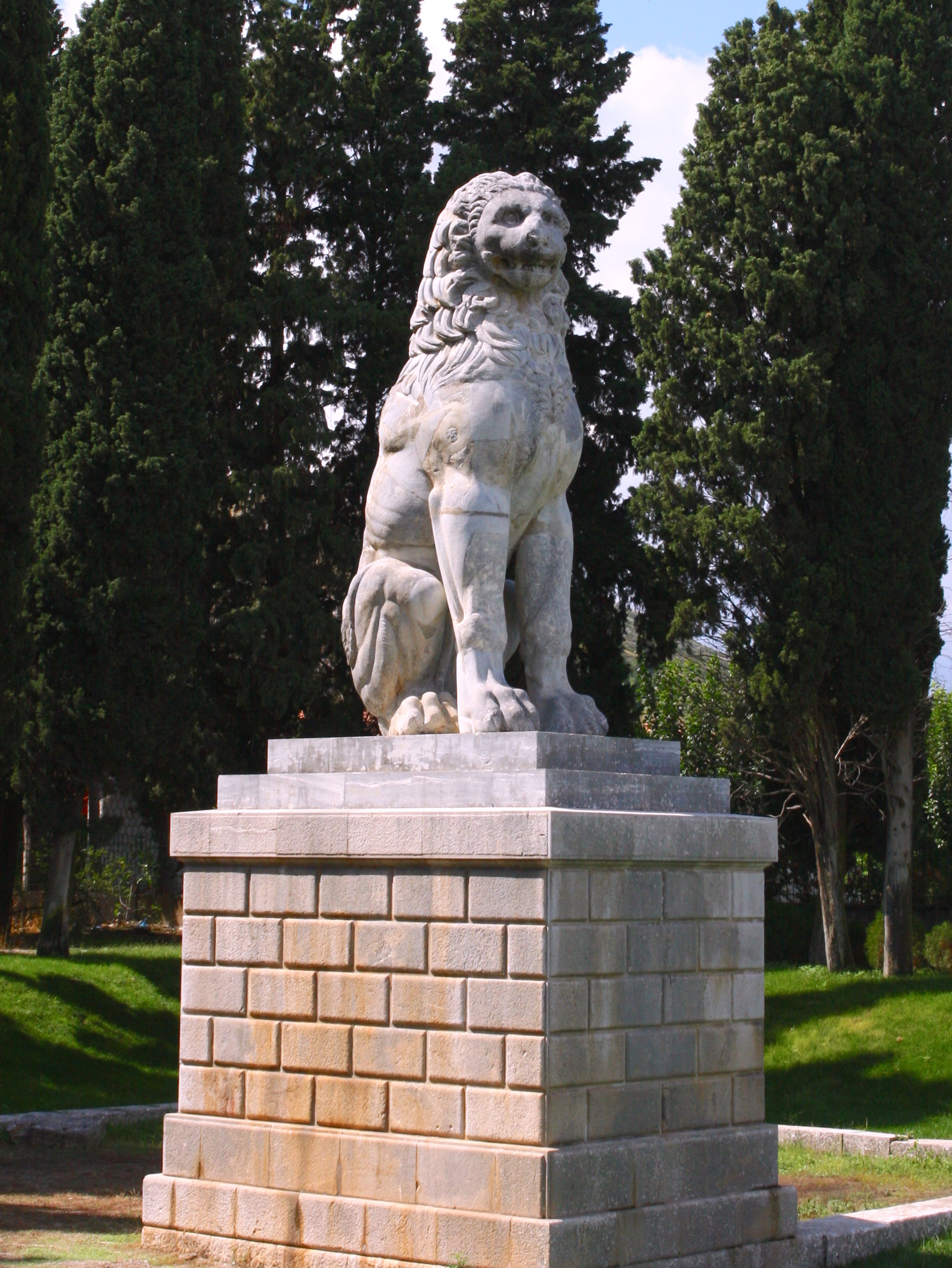

카이로네이아(고대 그리스어: Χαιρώνεια, 라틴어: Khairṓneia)는 고대 그리스의 보이오티아에 있던 도시 국가이다. 테베의 북쪽에서 발발한 기원전 338년 카이로네이아 전투의 무대가 된 것으로 알려져 있다. 현대 그리스어로는 헤로니아(Χαιρώνεια/Chairóneia)라고 하며 중앙그리스 주 리바디아 시에 속한 마을과 한 지역이다.

## 역사

### 고대 그리스
이 땅에서 사람들의 흔적은 선사 시대로 거슬러 올라간다. 현재 Magoula Balomenou ( Μαγούλα Μπαλωμένου )라고 불리는 곳에 유적이 있다. 기원전 600년 무렵에는 카이로네이아는 보이오티아 동맹의 일각을 차지했던 오르코메노스에 속해 있었다. 기원전 5세기 말에는 보이오티아를 구성하는 11개 도시 중 하나로 ‘카이로네이아이’로 기록되어 있다.
기원전 338년에 필리포스 2세가 이끄는 마케도니아 군과 아테네 - 테베 연합군의 카이로네이아 전투의 무대가 되었다. 이 전투에서 필리포스 2세의 아들인 알렉산더(후의 알렉산더 대왕)가 첫 출정을 했고, 테베의 정예인 신성대가 괴멸되어 마케도니아에 의한 그리스의 패권을 결정지었다. 카이로네이아는 마케도니아 군대에 의해 점령되었다.

### 고대 로마
폰토스의 왕 미트리다테스 6세와 로마 공화정이 싸운 제1차 미트리다테스 전쟁 중인 기원전 68년, 카이로네이아는 폰토스의 장군 아르켈라오스에 점령된다. 카이로네이아 근교에서 아르켈라오스가 이끄는 폰토스 군은 루키우스 코르넬리우스 술라가 이끄는 로마군과 싸우고 아르켈라오스는 패배했다.
카이로네이아는 《플루타르코스 영웅전》으로 알려진 제정 로마 시대의 저술가 플루타르코스(46년경 – 127년경)의 고향이기도 하다. 카이로네이아의 명문에서 태어나 평생을 많이 고향에서 보냈던 플루타르코스는 저서에서 여러 번 카이로네이아에 대해 적고 있다.

### 근현대
1818년에는 ‘카이로네이아의 사자’로 불리는 조각이 영국인 여행자에 의해 발견되었다. 테베 신성대 매장 기념물로 만들어져 높이 약 6m의 동상은 훗날 조립 성할 발견 지역에 놓여있다.
1879년부터 80년까지 P-Stamatakis 의해 테베 사람의 큰 묘지가 발굴되었다. 그 23년 후, G. Soteriadis 의해 Magoula Balamenou이 발굴되었다.

## 지리
헤로니아 (카이로네이아) 마을은 리바디아 시의 북부에 위치한 리바디아의 중심 도시에서 언덕을 사이에 두고 북북서로 약 7km 거리에 있다. 또한 델포이에서 동쪽으로 약 31km, 테베에서 북서쪽으로 약 46km, 라미아에서 남동쪽으로 약 58km 거리에 위치하고 있다. 고대 보이오티아(현대 비오티아 현)를 관통한 케피소스 강에 따른 골짜기에 있는 마을이다. 케피소스 강가의 계곡은 테베에서 북쪽의 테살리아 방면으로 향하는 교통로에 해당한다. 현대도 자동차 도로와 철도가 헤로니아(카이로네이아)를 통과하고 있다.

## 인물
- 플루타르코스